# Ivachnová
Ivachnová (in ungherese Ivachnófalu) è un comune della Slovacchia facente parte del distretto di Ružomberok, nella regione di Žilina.